# Kangarosa
Kangarosa is een geslacht van spinnen uit de familie wolfspinnen (Lycosidae).

## Soorten
De volgende soorten zijn bij het geslacht ingedeeld:
- Kangarosa alboguttulata (L. Koch, 1878)
- Kangarosa focarius Framenau, 2010
- Kangarosa ludwigi Framenau, 2010
- Kangarosa nothofagus Framenau, 2010
- Kangarosa ossea Framenau, 2010
- Kangarosa pandura Framenau, 2010
- Kangarosa properipes (Simon, 1909)
- Kangarosa tasmaniensis Framenau, 2010
- Kangarosa tristicula (L. Koch, 1877)
- Kangarosa yannicki Framenau, 2010